# 奧迭內
奧迭內是西非國家科特迪瓦西北部的城鎮，也是登蓋萊區的首府，距離首都阿比讓867公里，接近與鄰國馬里和畿內亞接壤的邊境，經濟活動有農業和農產品加工業，生產腰果、棉花、甘薯等農作物，鎮內有機場設施，人口約10萬。
9°31′N 7°34′W / 9.517°N 7.567°W